# Ignacio Ramón Ferrín Vázquez
| Odkryte planetoidy: 12  | Odkryte planetoidy: 12 |
| ----------------------- | ---------------------- |
| (38628) Huya            | 10 marca 2000          |
| (127870) Vigo           | 24 marca 2003          |
| (128166) Carora         | 27 sierpnia 2003       |
| (149528) Simónrodríguez | 24 marca 2003          |
| (159776) Eduardoröhl    | 2 maja 2003            |
| (161278) Cesarmendoza   | 24 marca 2003          |
| (189310) Polydamas      | 3 stycznia 2006        |
| (196476) Humfernandez   | 2 maja 2003            |
| (201497) Marcelroche    | 2 maja 2003            |
| (347940) Jorgezuluaga   | 30 marca 2003          |
| (366272) Medellin       | 30 marca 2003          |
| (423624) 2005 WZ156     | 27 listopada 2005      |
| 1.                      |                        |

Ignacio Ramón Ferrín Vázquez (ur. 30 sierpnia 1943 w Vigo w Hiszpanii) – wenezuelski astronom.
W 1968 otrzymał licencjat z fizyki na Universidad Central de Venezuela, w 1973 tytuł Master of Science na University of New Mexico, a w 1976 stopień doktora (Ph.D.) na University of Colorado Boulder. W 1986 został profesorem tytularnym Uniwersytetu Andyjskiego w Méridzie. Pracuje tam do tej pory na Wydziale Fizycznym. Do przedmiotów jego badań należą: astrofizyka, Układ Słoneczny, komety, fotometria, astrometria, spektroskopia.
W latach 2000–2006 odkrył 12 planetoid (3 samodzielnie oraz 9 wspólnie z Carlosem Lealem).